# Echterdingen (przystanek kolejowy)
Echterdingen – przystanek osobowy w Leinfelden-Echterdingen, w kraju związkowym Badenia-Wirtembergia, w Niemczech. Znajduje się tu 1 peron.